# Adam Papée
Adam Stanisław Papée (21 de julio de 1895-6 de marzo de 1990) fue un deportista polaco que compitió en esgrima, especialista en la modalidad de sable.
Participó en cuatro Juegos Olímpicos de Verano entre los años 1924 y 1936, obteniendo dos medallas, bronce en Ámsterdam 1928 y bronce en Los Ángeles 1932. Ganó dos medallas de bronce en el Campeonato Mundial de Esgrima, en los años 1930 y 1934.

## Palmarés internacional
| Juegos Olímpicos   | Juegos Olímpicos             | Juegos Olímpicos  | Juegos Olímpicos  |
| Año                | Lugar                        | Medalla           | Prueba            |
| ------------------ | ---------------------------- | ----------------- | ----------------- |
| 1928               | Ámsterdam (Países Bajos)     | Medalla de bronce | Sable por equipos |
| 1932               | Los Ángeles (Estados Unidos) | Medalla de bronce | Sable por equipos |
| Campeonato Mundial |                              |                   |                   |
| Año                | Lugar                        | Medalla           | Prueba            |
| 1930               | Lieja (Bélgica)              | Medalla de bronce | Sable por equipos |
| 1934               | Varsovia (Polonia)           | Medalla de bronce | Sable por equipos |